# Dubai Tennis Championships 1997
Il Dubai Tennis Championships 1997 è stato un torneo di tennis giocato sulla cemento. 
È stata la 5ª edizione del Dubai Tennis Championships, 
che fa parte della categoria World Series nell'ambito dell'ATP Tour 1997,
Il torneo si è giocato al Dubai Tennis Stadium di Dubai negli Emirati Arabi Uniti,
dal 10 al 16 febbraio 1997.

## Campioni

### Singolare maschile
Thomas Muster  ha battuto in finale  Goran Ivanišević con il punteggio di 7–5, 7–6(3)

### Doppio maschile
Sander Groen /  Goran Ivanišević hanno battuto in finale  Sandon Stolle /  Cyril Suk con il punteggio di 7–6, 6–3